# Флојд Мартин
Флојд Мартин (енгл. Floyd Martin; Флорадејл, 26. јун 1929 — 9. јун 2023) био је канадски хокејаш на леду који је током каријере играо на позицијама одбрамбеног играча. 
Као члан сениорске репрезентације Канаде у два наврата је учествовао на олимпијским играма, на ЗОИ 1956. у италијанској Кортини освојио је бронзу, а четири године касније на ЗОИ 1960. у Скво Валију сребро. 